# 2020–21-es Billie Jean King-kupa-finálé
A 2020–21-es Billie Jean King-kupa-finálé a női teniszválogatottak évenként megrendezésre kerülő Billie Jean King-kupa versenysorozatának 2020. évi befejező tornája, a női teniszválogatottak világbajnoksága. A tornát eredetileg 2020. április 14–19. között Budapesten, a Papp László Budapest Sportarénában fedett salakpályán rendezték volna 12 nemzet válogatottja részvételével. 2020. március 11-én a Nemzetközi Teniszszövetség (ITF) a koronavírus-járvány miatt akkor még ismeretlen időpontra halasztotta a döntőt.
Az ITF döntése értelmében a 2020-ban elhalasztott tornát 2021. április 13–18 között rendezték volna ugyanazokkal a csapatokkal, amelyek a 2020-as fináléra kvalifikálták magukat, és a már megejtett sorsolással. 2021. február 18-án az ITF közölte, hogy a tornát a halasztott időpontban sem lehet megrendezni. A tervek szerint a döntőt 2021-ben egy későbbi időpontban bonyolították volna le. Mivel a tornát a Magyar Teniszszövetség 2021 folyamán más időpontban sem vállalta, ezért azt 2021. november 1–6. között Prágában rendezik meg.
Budapest 2020–2022 között három évre kapta meg a finálé rendezési jogát, amellyel azonban 2020-ban és 2021-ben nem tudott élni, és a rendezés jogát visszaadta. A kupa történetében ez az első alkalom, hogy a korábbi évektől eltérő lebonyolítási rendszerben, egy helyszínen, 12 nemzet részvételével kerül sor a legjobb női teniszcsapatok végső megméretésére. A verseny történetében első alkalommal a torna összdíjazása ugyanannyi, 18 millió dollár, mint a férfiak számára rendezett Davis-kupáé, amelyből 12 millió dollárt a játékosok között osztanak szét, 6 millió dollár a szövetségeké.
A kupát Oroszország válogatottja nyerte, miután a döntőben 2–0 arányban legyőzte Svájc csapatát. Oroszország 2008 után, ötödik alkalommal nyerte meg a trófeát.

## A résztvevők
A fináléban:
- az előző évi döntő két csapata, a győztes Franciaország és a vesztes Ausztrália;
- a 2020. februárban rendezett kvalifikációs kör nyolc győztes csapata: az Amerikai Egyesült Államok, Fehéroroszország, Svájc, Oroszország, Németország, Belgium, Szlovákia és Spanyolország válogatottja;
- a szabadkártyás Csehország[6]
- meghívottként Kanada csapata vesz részt.[7]

Az egyes csapatok névsorát 2021 októberében adják meg a nemzeti szövetségek.

## A lebonyolítás módja
A csapatok négy 3 fős csoportban körmérkőzéses formában küzdenek meg. A négy csoportgyőztes ezt követően egyenes kieséses mérkőzésen játszik az elődöntőben, melynek két győztese alkotja a döntő mezőnyét. A döntő győztese nyeri el az 1963-ban alapított trófeát, melybe belegravírozzák a győztes nevét.
A csapatok három mérkőzésen mérik össze tudásukat: két egyéni mérkőzés után következik a páros, amely utóbbit függetlenül az egyéni mérkőzések eredményétől, kötelező lejátszani. Amelyik csapat legalább két győzelmet szerez, nyeri az adott összecsapást.

## A torna menetrendje
A torna eredetileg tervezett lebonyolítása:
- 2021. november 1–4. (hétfő–csütörtök): a körmérkőzések lebonyolítása négy darab hármas csoportban
- 2021. november 5. (péntek): a két elődöntő
- 2021. november 6. (szombat): a döntő.

## A sorsolás
A csoportok sorsolására 2020. február 11-én került sor Budapesten a Szépművészeti Múzeumban. A sorsoláson részt vett a Nemzetközi Teniszszövetség (ITF) vezetője, David Haggerty; jelen volt a női tenisz legendás alakja, Billie Jean King, a női teniszszövetség, a WTA alapítója. A magyar női élteniszt a párosban Roland Garros-bajnok Temesvári Andrea és a világranglista 13. helyéig jutó Szávay Ágnes képviselte. A csoportokat a fináléban résztvevő nemzetek képviselőinek jelenlétében a magyar junior válogatott tagjai segítségével sorsolták ki.

## A csoportbeosztások

### A csoport
| H. | Ország        | Meccsarány | Játszmaarány | Játékarány |
| -- | ------------- | ---------- | ------------ | ---------- |
| 1  | Franciaország | 0–2        | 2–4          | 6–9        |
| 2  | Oroszország   | 2–0        | 5–1          | 11–4       |
| 3  | Kanada        | 1–1        | 2–4          | 5–9        |

### B csoport
| H. | Ország           | Meccsarány | Játszmaarány | Játékarány |
| -- | ---------------- | ---------- | ------------ | ---------- |
| 1  | Ausztrália       | 2–0        | 4–2          | 8–7        |
| 2  | Fehéroroszország | 0–2        | 2–4          | 6–8        |
| 3  | Belgium          | 1–1        | 3–3          | 8–7        |

### C csoport
| H. | Ország                    | Meccsarány | Játszmaarány | Játékarány |
| -- | ------------------------- | ---------- | ------------ | ---------- |
| 1  | Amerikai Egyesült Államok | 1–1        | 3–3          | 7–6        |
| 2  | Spanyolország             | 1–1        | 3–3          | 7–7        |
| 3  | Szlovákia                 | 1–1        | 3–3          | 8–8        |

### D csoport
| H. | Ország      | Meccsarány | Játszmaarány | Játékarány |
| -- | ----------- | ---------- | ------------ | ---------- |
| 1  | Csehország  | 1–1        | 3–3          | 7–7        |
| 2  | Németország | 0–2        | 1–5          | 4–11       |
| 3  | Svájc       | 2–0        | 5–1          | 10–3       |

## Kieséses szakasz
|  | Elődöntők                 | Elődöntők                 | Elődöntők |       |             | Döntő       | Döntő | Döntő |  |
|  |                           |                           |           |       |             |             |       |       |  |
|  | Oroszország               | Oroszország               | 2         |       |             |             |       |       |  |
|  | Oroszország               | Oroszország               | 2         |       |             |             |       |       |  |
|  | Amerikai Egyesült Államok | Amerikai Egyesült Államok | 1         |       |             |             |       |       |  |
|  | Amerikai Egyesült Államok | Amerikai Egyesült Államok | 1         |       | Oroszország | Oroszország | 2     |       |  |
|  |                           |                           |           |       | Oroszország | Oroszország | 2     |       |  |
|  |                           |                           | Svájc     | Svájc | 0           |             |       |       |  |
|  | Ausztrália                | Ausztrália                | Svájc     | Svájc | 0           | 0           |       |       |  |
|  | Ausztrália                | Ausztrália                |           |       |             |             |       |       |  |
|  | Svájc                     | Svájc                     | 2         |       |             |             |       |       |  |